# 市道127號
市道127號（大雅－霧峰），北起臺中市大雅區四塊厝，南至臺中市霧峰區霧峰市區，全長共計25.294公里（公路總局資料）。

## 行經行政區域
全線均位於臺中市境內。
| 大雅區 | 四塊厝     | 0.000                | 台1乙線      | 公路起點          |
| 大雅區 | 下橫山     | －                   | 中76線       | 中76線終點        |
| 西屯區 | 八張犁     | －                   | （地區道路） |                   |
| 西屯區 | 八張犁     | －                   |              |                   |
| 西屯區 | 八張犁     | －                   | （地區道路） |                   |
| 西屯區 | －         |                      |              |                   |
| 西屯區 | 西屯市區   | －                   | （地區道路） |                   |
| 西屯區 | 鴨寮埔     | 5.623                | 台12線       |                   |
| 西屯區 | －         |                      |              |                   |
| 西屯區 | 朝馬       | －                   | （地區道路） |                   |
| 南屯區 | 三塊厝     | －                   | （地區道路） |                   |
| 南屯區 | 永定厝     | －                   | （地區道路） |                   |
| 南屯區 | 南屯市區   | 8.882                | 市道136號    |                   |
| 南屯區 | 麻糍埔     | －                   | （地區道路） |                   |
| 南屯區 | 水碓       | －                   | （地區道路） |                   |
| 南屯區 | 鎮平       | －                   | （地區道路） |                   |
| 南屯區 | 下楓樹腳   | －                   | （地區道路） |                   |
| 南屯區 | 下牛埔子   | －                   | （地區道路） |                   |
| 烏日區 | 烏日市區   | －                   | （地區道路） |                   |
| 烏日區 | 烏日市區   | － 地下道 穿越臺中線 |              |                   |
| 烏日區 | 烏日市區   | 13.290               | 台1乙線      | 與台1乙線共線起點 |
| 烏日區 | 烏日市區   | －                   | 台1乙線      | 與台1乙線共線終點 |
| 烏日區 | －         |                      |              |                   |
| 烏日區 | 阿密哩     | －                   | （地區道路） |                   |
| 烏日區 | －         |                      |              |                   |
| 烏日區 | 番仔園     | －                   | 中115線      | 中115線起點       |
| 烏日區 | 溪心垻     | －                   | 中111線      | 中111線起點       |
| 烏日區 | 溪心垻     | －                   | 中110線      | 中110線起點       |
| 烏日區 | －         |                      |              |                   |
| 烏日區 | 石螺潭     | －                   | 中116線      | 中116線起點       |
| 烏日區 | 喀哩       | －                   | （地區道路） |                   |
| 烏日區 | －         |                      |              |                   |
| 烏日區 | 松仔腳     | －                   | 中111線      |                   |
| 烏日區 | 松仔腳     | －                   |              |                   |
| 烏日區 | 松仔腳     | －                   | （地區道路） |                   |
| －     |            |                      |              |                   |
| 霧峰區 | 中投交流道 | 21.550               | 台63線       |                   |
| 霧峰區 | 四德厝     | －                   | 中113線      |                   |
| 霧峰區 | 四德厝     | －                   | 中114線      | 中114線起點       |
| 霧峰區 | －         |                      |              |                   |
| 霧峰區 | 新厝       | －                   | 中115線      | 與中115線共線起點 |
| 霧峰區 | 新厝       | －                   | 中115線      | 與中115線共線終點 |
| 霧峰區 | －         |                      |              |                   |
| 霧峰區 | 柳樹湳     | －                   | 中110線      | 與中110線共線起點 |
| 霧峰區 | 柳樹湳     | －                   | 中110線      | 與中110線共線終點 |
| 霧峰區 | 舊厝       | －                   | （地區道路） |                   |
| 霧峰區 | －         |                      |              |                   |
| 霧峰區 | 霧峰市區   | 25.294               | 台3線        | 公路終點          |
| 共線   |            |                      |              |                   |

## 沿線路名
- 中山路
- 廣福路
- 黎明路
- 光日路
- 新興路
- 五光路
- 溪南路
- 太明北路
- 太明路
- 四德路

## 沿線設施與景點
- 八張犁廣興宮
- 僑光科技大學
- 臺中市立西苑高級中學
- 朝馬轉運站
- 黎明新村
  - 臺中市南屯區黎明國民小學
  - 臺中市立黎明國民中學
  - 行政院中部聯合服務中心
  - 內政部國土測繪中心
  - 國立公共資訊圖書館黎明分館
- 南屯老街
- 南屯文昌廟
- 萬和宮
- 臺中市南屯區南屯國民小學
- 臺中市南屯區鎮平國民小學
- 烏日啤酒廠
- 烏日站（ 綠線）
- 臺中市烏日區公所
- 烏日茄苳娘
- 臺中市立溪南國民中學
- 臺中市烏日區喀哩國民小學
- 中投交流道（ 台63線）
- 臺中市霧峰區四德國民小學
- 霧峰工業區
- 北柳里平溪河生態區
- 阿罩霧福德祠
- 樹仁商圈